# Friedliche Revolution (Leipzig)

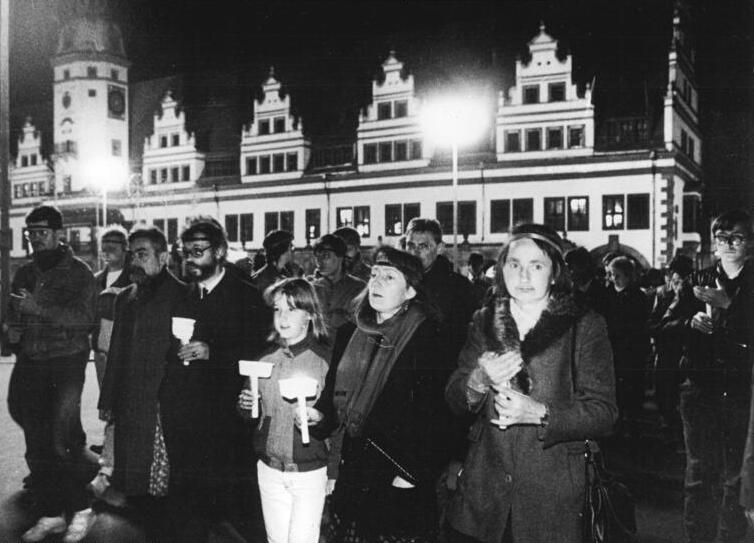
Friedliche Revolution in Leipzig: Teilnehmer eines Schweigemarsches am 9. November 1989

Als Friedliche Revolution in Deutschland wird die Gesamtheit der politischen Ereignisse und Strukturveränderungen in Ostdeutschland in den Jahren 1989 und 1990 bezeichnet. Die Stadt Leipzig spielte dabei eine bedeutende Rolle. Die Friedliche Revolution war am Ende erfolgreich und führte zum Mauerfall, zur Öffnung der innerdeutschen Grenze, zur Demokratisierung des gesellschaftlichen Systems der DDR und schließlich zur Wiedervereinigung Deutschlands.

## Friedensgebete
Die Friedensgebete in der Leipziger Nikolaikirche fanden als dauerhafte Einrichtung ab November 1982 montags statt. Sie wurden von Diakon Günter Johannsen und seiner Jungen Gemeinde (JG) Leipzig-Probstheida initiiert. Anfangs war die Beteiligung an den Friedensgebeten für die Initiatoren sehr ernüchternd, aber in der Folgezeit nahmen die Besucherzahlen, auch die der Stasi (MfS), stetig zu. Bis zu Johannsens Dienststellenwechsel nach Brandenburg (1984) und der Übernahme des Friedensgebetes durch die Pfarrer Christoph Wonneberger und Christian Führer wurden die montäglichen Veranstaltungen von Probstheidaer Jugendlichen unter Mithilfe anderer Jungen Gemeinden Leipzigs selbständig weitergeführt. Die Friedensgebete boten die Möglichkeit des Austauschs und des Gedenkens in einer intimeren Atmosphäre. Trotz Kritik des Kirchenvorstandes von St. Nikolai an zu viel provokatorisch-politisierenden Inhalten konnten die Friedensgebete unter der Schirmherrschaft von Superintendent Friedrich Magirius aufrechterhalten werden. Ende 1988 begann die Besucherzahl aufgrund der verstärkten gesellschaftlichen Debatte weiter zu steigen, und die Friedensgebete bekamen erhebliche politische Relevanz. Die Versuche des Staates, reglementierend Einfluss auf Verlauf und Ausgestaltung der Friedensgebete zu nehmen, führten dazu, dass zunehmend Aktionen im Anschluss vor der Kirche stattfanden. Viele der Teilnehmer verweilten nach dem Gebet auf dem Nikolaikirchhof. Diese neue Öffentlichkeit bot eine Basis für angeregten Informationsaustausch und Reflexion.

## Ablauf
Am 11. Januar 1989 wurden von Mitgliedern subversiver Basisgruppen ca. 5.000 Flugblätter verteilt, die zur Teilnahme an einer Gedenkdemonstration „zur demokratischen Erneuerung unserer Gesellschaft“ am 15. Januar 1989, dem 70. Jahrestag der Ermordung Rosa Luxemburgs und Karl Liebknechts, aufriefen und Meinungs-, Versammlungs- und Pressefreiheit forderten. Vier Oppositionelle wurden noch am selben Tag verhaftet. Mitarbeiter des Ministeriums für Staatssicherheit (MfS) entfernten einen großen Teil der Handzettel aus den Briefkästen. An der Demonstration nahmen ca. 500 Leipziger teil. Nach Auflösung der Kundgebung wurden 53 Personen verhaftet, mussten jedoch nach weiteren Protesten, Fürbitt-Andachten und außenpolitischem Druck durch die Außenminister der Bundesrepublik und der USA im Rahmen der vertraglichen Bestimmungen der Schlussakte von Helsinki („Korb III“) bis zum 19. Januar freigelassen werden.
Am 13. März, während der Leipziger Frühjahrsmesse unter Anwesenheit vieler westlicher Journalisten, demonstrierten ca. 300 Bürger, darunter viele Ausreiseantragsteller, vor der Nikolaikirche. Der Demonstrationszug im Anschluss an das Friedensgebet wurde durch Sicherheitskräfte und von der SED organisierte „Gesellschaftliche Kräfte“ aufgelöst, als er sich bereits vom Markt Richtung Thomaskirche bewegte. Daraufhin genehmigte die DDR-Führung im Rahmen der Aktion „Auslese“ bis zum 7. Mai etwa 2000 Ausreiseanträge, um den gesellschaftlichen Druck zu entspannen. Während der Kommunalwahlen am 7. Mai gelang es Oppositionellen, die Stimmauszählungen des Stadtbezirks Leipzig-Mitte zu kontrollieren. Die Wahlbeteiligung lag um ca. 7 %, die Zahl der abgegebenen Ja-Stimmen um ca. 5 % niedriger als offiziell verlautet. Damit konnte der DDR-Führung erstmals Wahlbetrug nachgewiesen werden. Kurz vor der Wahl wurden Flugblätter mit der Aufforderung zur Wahlverweigerung verteilt, fingiert unterzeichnet von einer nicht existenten Initiative zur demokratischen Erneuerung der Gesellschaft. Der Text lud ein, auf dem Marktplatz ein „alternatives Volksbegehren“ stattfinden zu lassen, wobei die Wahlscheine der Nichtwähler in einer Urne gesammelt werden sollten. Zusätzlich wurde zu einer Demonstration vor dem Völkerschlachtdenkmal eingeladen. Es kam zu über 100 Festnahmen mit anschließenden Verhören durch die Staatssicherheit.
Am 4. Juni sollte anlässlich des Weltumwelttages die Veranstaltung „Eine Hoffnung lernt gehen – Pleißepilgerweg 1989“ entlang der verrohrten Pleiße stattfinden. Obwohl die zunächst genehmigte Aktion verboten wurde, nahmen an den Gottesdiensten etwa 1400 Personen teil. 74 Teilnehmer wurden verhaftet. Das für den 10. Juni geplante, aber nicht genehmigte Straßenmusikfestival endete gegen 12 Uhr Mittags in einer Verhaftungswelle durch die Volkspolizei. Die Festnahmen der Musiker, die samt ihren Instrumenten brutal auf LKW „verladen“ wurden, lösten heftige Proteste unter den anwesenden Passanten aus.
Zum Kirchentag vom 6. bis 9. Juli wurden politische Probleme von den Veranstaltern nicht thematisiert. In der Lukaskirche wurde von Basisgruppen jedoch ein „Statt-Kirchentag“ veranstaltet, an dem 2500 Menschen teilnahmen. Hieran nahmen Oppositionelle aus der gesamten DDR teil. Im Anschluss an den Abschlussgottesdienst auf der Rennbahn bildete sich eine Demonstration gegen Wahlbetrug und gegen den Staatsterror in China, den die DDR-Regierung begrüßt hatte. Auf dem Weg in die Innenstadt entrissen Mitarbeiter des MfS den Demonstranten Transparente und flüchteten in die Straßenbahn.
Während einer Demonstration zur Leipziger Herbstmesse am 4. September rissen MfS-Mitarbeiter vor laufenden Kameras westlicher Journalisten Transparente mit Aufschriften wie „Für ein offenes Land mit freien Menschen“, das Katrin Hattenhauer und Gesine Oltmanns trugen, herunter. Darauf reagierten die Demonstranten mit „Stasi raus“-Rufen. Erstmals war auch der Ruf „Wir bleiben hier“ zu hören, nachdem zuvor vor allem Ausreisewillige die Atmosphäre der Demonstrationen dominiert hatten. Von diesem Zeitpunkt an protestierten beide Lager gemeinsam für Veränderungen.
Am 11. September hatte die Volkspolizei den Nikolaikirchhof abgeriegelt, nachdem über 1000 Menschen am Friedensgebet teilgenommen hatten. 89 Personen wurden festgenommen – unter ihnen Katrin Hattenhauer – und Ordnungsstrafen von bis zu 5000 Mark verhängt. Auch am 18. September waren Polizeiketten um die nahezu überfüllte Kirche postiert, wieder kam es zu Festnahmen.
Am 25. September predigte Christoph Wonneberger beim Friedensgebet in der Nikolaikirche und verkündigte: „Wer andere willkürlich der Freiheit beraubt, hat bald selbst keine Fluchtwege mehr.“ 5000 Menschen nahmen an der sich anschließenden Montagsdemonstration teil und forderten unter anderem die Zulassung des Neuen Forums. Da der Weg zum Markt durch die Polizei abgesperrt war, verlagerte sich der Demonstrationszug in Richtung Karl-Marx-Platz und führte dann über den Ring bis zur „Runden Ecke“, dem Sitz der Bezirksverwaltung des MfS.
Ende September wurden von der SED initiierte Leserbriefe gegen die Friedensgebete unter dem Titel „Wir wollen weiter in Ruhe und Geborgenheit leben“ in der Leipziger Volkszeitung (LVZ) veröffentlicht, taten dem Zulauf zu Gebeten und Demonstrationen aber keinen Abbruch. Am 2. Oktober demonstrierten bereits 20.000 Menschen. Während des Zuges um den Ring bis zur Thomaskirche wurde eine Polizeikette durchbrochen. Im Anschluss ging die Polizei mit Hunden, Helmen, Schlagstöcken und Schilden ausgerüstet gegen die Demonstranten vor, wobei es wiederum zu vielen Festnahmen kam.
Am 6. Oktober wurde der von der SED in Auftrag gegebene Leserbrief eines Leipziger Kommandeurs der Kampfgruppen veröffentlicht, in dem es unter anderem hieß:

„Die Angehörigen der Kampfgruppenhundertschaft […] verurteilen, was gewissenlose Elemente seit einiger Zeit in der Stadt Leipzig veranstalten. […] Wir sind dagegen, daß diese kirchliche Veranstaltung mißbraucht wird, um staatsfeindliche Provokationen gegen die DDR durchzuführen. […] Wir sind bereit und Willens, das von uns mit unserer Hände Arbeit Geschaffene wirksam zu schützen, um diese konterrevolutionären Aktionen endgültig und wirksam zu unterbinden. Wenn es sein muß, mit der Waffe in der Hand!“

Diese massiven Einschüchterungsversuche seitens des Staates sowie die interne Aufforderung zu radikalen Maßnahmen verliehen der Lage eine immer schärfere Brisanz. Am 7. Oktober 1989, dem 40. Jahrestag der DDR, demonstrierten 4.000 Personen in Leipzig, 210 wurden verhaftet.
Am Vormittag des Montag, dem 9. Oktober 1989, lud OB Bernd Seidel führende Mitarbeiter der Stadt zur Abgabe einer Erklärung in den Ratsplenarsaal des Neuen Rathauses ein. Dabei sagte er, dass man sich das, was sich seit einiger Zeit montags in Leipzig vollzieht, nicht bis in alle Ewigkeit bieten lassen könne. Man müsse einige Leute aus dem Verkehr ziehen, das könne der Staat sich nicht bieten lassen, schließlich gehe es um die Machtfrage. Bei dieser Versammlung wurde auch beschlossen, dass Genossen aus der Stadtverwaltung möglichst viele Plätze in der Nikolaikirche besetzen sollten, wo an diesem Nachmittag wieder ein Montagsgebet stattfinden sollte, damit möglichst wenige Menschen Platz fänden, die wegen der Gebete kommen. Die entsprechende Einweisung dazu fand anschließend durch Genosse Erwin Häger im Festsaal statt. Der an jenem Tag im Rathaus zuständige Tontechniker, selbst Teilnehmer an Friedensgebeten, schnitt sowohl die Erklärung des OB als auch die Einweisung heimlich mit und weihte Nikolaipfarrer Führer rechtzeitig in diesen Plan ein, so dass dieser die Emporen der Nikolaikirche erst öffnen ließ, nachdem die Genossen im Kirchenschiff Platz genommen hatten. Auch in vier weiteren Leipziger Kirchen waren an diesem Tag Friedensgebete geplant.
Am 9. Oktober wurde eine sich auf Leipzig zu bewegende Kolonne von etwa 30 LKW mit aufgesessenen Angehörigen der Bewaffneten Organe der DDR auf der Autobahn zwischen Berlin und Leipzig gesichtet. Dann standen in Leipzig 8.000 Polizisten, Kampfgruppenmitglieder und NVA-Soldaten bereit. Die Bevölkerung war in den staatsnahen Zeitungen aufgerufen worden, ab 15:00 h zu Hause zu bleiben. In den Krankenhäusern waren die Blutkonserven aufgestockt worden, medizinisches Personal wurde zur Spät- und Nachtschicht zwangsverpflichtet. Schon gegen 14 Uhr mischten sich, wie kurz zuvor im Rathaus beschlossen, etwa 600, nach anderen Angaben 300 SED-Angehörige unter die Teilnehmer des Friedensgebetes in der Nikolaikirche. Zugverbindungen nach Leipzig waren erschwert. Trotz der drohenden Gefahr einer „chinesischen Lösung“ nach dem Schema des Massakers vom „Platz des Himmlischen Friedens“ fanden sich 70.000 Bürger nach den Friedensgebeten zusammen. Ab Mittag wurde der „Appell“ zur Gewaltlosigkeit dreier subversiver Leipziger Gruppen – der Arbeitsgruppe Menschenrechte, des Arbeitskreises Gerechtigkeit und der Arbeitsgruppe Umweltschutz – als illegal gedrucktes Flugblatt verteilt und nachmittags in den Kirchen der Innenstadt verlesen. Kurz vor Schluss des Friedensgebetes in der Nikolaikirche, vor dem Segen des Bischofs, wurde auch ein „Aufruf“ verlesen, den drei SED-Bezirkssekretäre und ein dem MfS dienstbarer Universitäts-Theologe mit zwei prominenten Künstlern, dem Kabarettisten Bernd-Lutz Lange sowie dem Gewandhauskapellmeister Kurt Masur verfasst hatten. Später wurde dieser Text „Aufruf der Leipziger Sechs“ genannt. Wie folgt wurde er über den Leipziger Stadtfunk ab 18.00 Uhr gesendet:

„Bürger! Professor Kurt Masur, Pfarrer Dr. Zimmermann, der Kabarettist Bernd-Lutz Lange und die Sekretäre der SED-Bezirksleitung Dr. Kurt Meyer, Jochen Pommert und Dr. Roland Wötzel wenden sich mit folgendem Aufruf an alle Leipziger: Unsere gemeinsame Sorge und Verantwortung haben uns heute zusammengeführt. Wir sind von der Entwicklung in unserer Stadt betroffen und suchen nach einer Lösung. Wir alle brauchen freien Meinungsaustausch über die Weiterführung des Sozialismus in unserem Land. Deshalb versprechen die Genannten heute allen Bürgern, ihre ganze Kraft und Autorität dafür einzusetzen, daß dieser Dialog nicht nur im Bezirk Leipzig, sondern auch mit unserer Regierung geführt wird. Wir bitten Sie dringend um Besonnenheit, damit der friedliche Dialog möglich wird.“

Tatsächlich verlief die folgende Demonstration mit über 70.000 Teilnehmern (manche Quellen sprechen von bis zu 100.000) erstmals ohne jede Gewaltanwendung. Der Demonstrationszug führte von der Nikolaikirche Richtung Oper, dann auf den Ring. Als die Menschen am Hauptbahnhof vorbeizogen, zogen sich die Sicherheitskräfte zurück. Mit einer solchen Anzahl an Menschen hatte der Staat nicht gerechnet. Nach unbeantworteten Telefonaten nach Berlin (ein von Egon Krenz zugesagter Rückruf nach Leipzig blieb aus) entschieden der amtierende 1. Sekretär der Leipziger SED-Bezirksleitung Hackenberg und Polizeipräsident Generalmajor Straßenburg den Rückzug. Die Gründe und der genaue Hergang sind aber bis heute nicht vollständig geklärt. Auf den Treppen der „Runden Ecke“ wurden Kerzen aufgestellt. Gegen 20 Uhr war die Demonstration beendet und die Macht des SED-Staates gebrochen.
Die (Ost-)Berliner Bürgerrechtler Aram Radomski und Siegbert Schefke filmten den Demonstrationszug aus einem Versteck in der Turmspitze der Reformierten Kirche und übergaben das Videomaterial heimlich dem Spiegel-Korrespondenten Ulli Schwarz. Dieser war inkognito nach Leipzig gekommen, da Reisen westlicher Journalisten dorthin im Herbst 1989 nicht mehr genehmigt wurden. Radomski und Schefke chauffierten Schwarz am Abend des 9. Oktober nach Berlin. Dieser übergab das etwa 21 Minuten umfassende Filmmaterial dem Westfernsehen. Am 10. Oktober 1989 liefen diese Aufnahmen zwar noch nicht in der Tagesschau, aber eine Stunde später in Ausschnitten in der Sendung Report über die Bildschirme. Die Tagesthemen zeigten das Video am späten Abend dann ausführlich. Moderator Hanns Joachim Friedrichs bezeichnete es zum Schutz der beiden Filmer vor einer befürchteten Verfolgung durch die DDR-Behörden als Material von einem „italienischen Kamerateam“.
Der 9. Oktober wird als Wendepunkt der friedlichen Revolution in der DDR 1989 gesehen. Die Mächtigen der SED gingen von der offenen Ignoranz und Konfrontation zu zunehmender Gesprächsbereitschaft über. Erst mit der friedlichen Demonstration vom 9. Oktober waren weitere Maßnahmen möglich, die zu einem erfolgreichen Gelingen der Wende in der DDR, zum Mauerfall am 9. November und zur Wiedervereinigung Deutschlands 1990 beitrugen.
Nach dem 9. Oktober stieg die Zahl der Demonstranten noch einmal deutlich an: Am 16. Oktober waren es 120.000 Menschen, am 23. Oktober demonstrierten 200.000 für Reformen und die Zulassung des Neuen Forums, am 30. Oktober waren es 300.000. Eine Woche später, am 6. November, fand die größte Montagsdemonstration in Leipzig statt. Verschiedene Schätzungen belaufen sich auf 300.000 bis 400.000 Demonstranten aus der gesamten DDR. Am 9. November fand ein Schweigemarsch zum Gedenken an die Novemberpogrome 1938 statt. Es war die erste genehmigte nichtstaatliche Demonstration in Leipzig.
Nach dem Mauerfall nahm die Zahl der Demonstranten ab. Am 13. November demonstrierten noch 150.000 gegen die SED und die Staatssicherheit.

## Folgen
Über Kontakttelefone der Oppositionsgruppen verbreitete sich die Information von den Verhaftungen Anfang September 1989. Bei Fürbittgottesdiensten und Mahnwachen, z. B. an der Gethsemane-Kirche in Ost-Berlin, wurde die Freilassung der Inhaftierten gefordert. Nach dem 9. Oktober 1989 begannen regelmäßige Demonstrationen in vielen anderen größeren und kleineren Städten der DDR.
Die Revolution trug direkt zum Mauerfall und der Deutschen Wiedervereinigung bei.

## Historisches Gedächtnis, Denkmale und Erinnerungen
Im Jahr 2008 wurde im Deutschen Bundestag die Errichtung eines Freiheits- und Einheitsdenkmals in Berlin beschlossen, parallel dazu forderten die sächsischen Bundestagsabgeordneten ein „Wendedenkmal“ in Leipzig. Der Antrag scheiterte knapp, aber die Idee wurde nicht aufgegeben. In den Monaten September/Oktober 2008 erhielt das Wendedenkmal wieder mehr Aufmerksamkeit, als sich auch der Vizekanzler Frank-Walter Steinmeier für ein Denkmal des Bundes in Leipzig einsetzte.
Zeitgleich zur Beratung im Bundestag wurde innerhalb des sächsischen Landtages über ein Denkmal im Auftrag des Landes diskutiert. Der damalige Ministerpräsident Georg Milbradt war erst unentschlossen, stimmte aber später für ein Denkmal. Auch in Leipzig wurde kontrovers über ein Denkmal geredet. So bot die US-amerikanische Künstlerin Miley Tucker-Frost an, ein Denkmal zu schaffen, welches nur durch Sponsoren aus den USA geschaffen werden sollte.
Ein Themenschwerpunkt der Leipziger Buchmesse im Jahr 2009 lag auf dem politischen Umbruch in der DDR und in Osteuropa in den 1980er und 1990er Jahren. Ab 3. Oktober 2009 wird die Sonderausstellung „Leipzig auf dem Weg zur friedlichen Revolution“ im Museum in der „Runden Ecke“ (ehemalige Stasi-Zentrale in Leipzig) gezeigt, veranstaltet von der Gedenkstätte Museum in der „Runden Ecke“, dem Archiv Bürgerbewegung Leipzig e. V. und der Stadt Leipzig.
Ebenfalls im Jahr 2009 wurde in ganz Deutschland unter dem Motto „Jubiläum Freiheit und Einheit“ an die Verkündung des Grundgesetzes vor 60 Jahren und den Beginn der Friedlichen Revolution vor 20 Jahren erinnert. In Leipzig wurde 2009 zum ersten Mal mit dem Lichtfest Leipzig an die Montagsdemonstrationen erinnert.
Im Jahr 2011 beschlossen der Deutsche Bundestag, der Sächsische Landtag und der Leipziger Stadtrat den Bau eines Einheits- und Freiheitsdenkmals in Leipzig. Möglicher Standort sollte der Wilhelm-Leuschner-Platz werden, der bis 2014, dem 25. Jahrestag der Revolution, mit dem Denkmal zusammen fertiggestellt werden sollte. Der Platz erhielt die meiste Zustimmung aufgrund der guten Lage, der Anbindung durch den City-Tunnel an den Nah- und Fernverkehr sowie die guten Möglichkeiten der Gestaltung.
Nach einem missglückten ersten Architektenwettbewerb und verschiedenen Querelen stoppte Leipzig die Suche nach einem Denkmal im Juli 2014. Das beendete Verfahren kostete Leipzig viel Geld, so mussten über 400.000 Euro Fördermittel an das Land Sachsen zurückgegeben werden. Nach eineinhalb Jahren Stillstand beschloss die Ratsversammlung 2015, einen breiten Beteiligungsprozess für ein Freiheits- und Einheitsdenkmal zu konzipieren, der mit umfassender Bürgerbeteiligung in einen neuen Verfahrensvorschlag münden sollte. Ziel war eine „angemessene Würdigung der Friedlichen Revolution im öffentlichen Raum“, dabei waren weder der Ort noch die Form der Würdigung vorgegeben.
Im Rahmen des Beteiligungsprozesses beschloss Leipzig 2017, die gemeinnützige Stiftung Friedliche Revolution mit der Erarbeitung eines Verfahrensvorschlags zum Denkmal zu beauftragen. Gemeinsam mit dem Archiv Bürgerbewegung Leipzig vergab die Stiftung den Auftrag an Gunter Weißgerber, die Entstehung der Denkmalsidee und die vielfältigen Diskussionen bis zu diesem Zeitpunkt zu dokumentieren. Im Mai 2018 bestätigte eine Umfrage im Auftrag der Stiftung, dass die breite Mehrheit der Bevölkerung in Leipzig wie auch bundesweit das geplante Freiheits- und Einheitsdenkmal am Standort Leipzig befürworten. Im Januar 2019 stellte die Stiftung Friedliche Revolution eine Projekt-Website online, auf der sich die Leipziger Bürgerinnen und Bürger am Entwicklungsprozess des Denkmals beteiligen können und die alle Projektphasen öffentlich sichtbar macht.